# UEFA Nations League

Landen die lid zijn van de UEFA

De UEFA Nations League is een internationale voetbalcompetitie voor mannenteams die om de twee jaar wordt gespeeld tussen de lidstaten van de UEFA. De competitie begon in september 2018 na het wereldkampioenschap voetbal 2018 en de eerste winnaar in 2019 was Portugal. De huidige kampioen van het seizoen 2024/25 is Portugal. Het toernooi vervangt de vriendschappelijke interlands tussen Europese mannenelftallen. De UEFA Nations League werd unaniem aangenomen tijdens het 38e UEFA-congres in Astana, Kazachstan op 27 maart 2014.

## Competitieformule
De in 2014 overeengekomen competitieformule is als volgt:
- Het toernooi zal vanaf 2018 om het jaar worden gehouden. Het wordt gespeeld in de maanden september, oktober en november van de even jaren.
- De 55 lidstaten van de UEFA zullen worden verdeeld in vier divisies: A (hoogste divisie, 12 teams), B (2e divisie, 12 teams), C (3e divisie, 15 teams) en D (4e divisie, 16 teams). Voor de eerste editie in 2018 zullen de teams worden ingedeeld in deze divisies op basis van de UEFA-coëfficiënten voor landenteams.
- Elke divisie wordt ingedeeld in vier groepen van drie of vier teams; elk team speelt vier tot zes wedstrijden in de groep.
- De vier groepswinnaars in divisie A spelen altijd in een oneven jaar om de titel, voor het eerst in 2019.
- De vier groepswinnaars in de divisies B, C en D promoveren, terwijl de laagst geplaatste teams in elke groep in de divisies A, B en C zullen degraderen.

Voor de tweede editie zijn een aantal veranderingen doorgevoerd.
- Het aantal landen in divisie A, B en C is naar 16 landen gebracht. In de laagste divisie D is het aantal landen verminderd naar 7 landen.
- Door de aanpassing degraderen maar twee landen uit divisie C naar divisie D.

### Plaatsen in de play-off voor eindtoernooien
Via de Nations League kunnen alle deelnemende landen in aanmerking komen voor plaatsen in de play-off van het eerstvolgende eindtoernooi. De oneven edities zijn gekoppeld aan het Europees kampioenschap, de even edities aan het wereldkampioenschap voetbal. Voor het EK 2020 speelden zestien landen die zich niet via het reguliere kwalificatietoernooi hadden geplaatst in de play-offs om vier plaatsen. Voor het WK 2022 worden twee van de twaalf play-off plaatsen ingevuld op basis van de prestaties in de Nations League. Voor het EK 2024 spelen twaalf landen die zich niet via het reguliere kwalificatietoernooi hebben geplaatst in de play-offs om drie plaatsen.

## Beker
De Nations League-beker is gebaseerd op het competitielogo, en is op 24 januari 2018 in het Zwitserse Lausanne onthuld tijdens de loting van het seizoen 2018/2019. De beker is geheel gemaakt van massief zilver, met binnenin de kleuren van alle vlaggen. De trofee weegt 7,5 kg en is 71 cm groot.

## Hymne
De officiële hymne van de Nations League is een mix van klassieke elementen en elektronische muziek; zij is gecomponeerd door Giorgio Tuinfort en Franck van der Heijden. De hymne is te horen in de stadions en in de media. De hymne is in het Latijn gezongen door het Groot Omroepkoor, begeleid door het Nederlandse Radio Filharmonisch Orkest. De hymne is live gezongen door het koor van de Opéra van Lausanne tijdens de ceremonie op 24 januari 2018.

## Overzicht finalerondes
| 2018/19 | Portugal  | Portugal  | 1 – 0              | Nederland | Engeland  | 0 – 0 (pen. 6 – 5) | Zwitserland |
| 2020/21 | Italië    | Frankrijk | 2 – 1              | Spanje    | Italië    | 2 – 1              | België      |
| 2022/23 | Nederland | Spanje    | 0 – 0 (pen. 5 – 4) | Kroatië   | Italië    | 3 – 2              | Nederland   |
| 2024/25 | Duitsland | Portugal  | 2 – 2 (pen. 5 – 3) | Spanje    | Frankrijk | 2 – 0              | Duitsland   |

## Divisies
De indeling van de vier divisies voor het eerste seizoen werd bekendgemaakt op 11 oktober 2017.

### Resultaat per land
1 Geëindigd als winnaar.

2 Geëindigd als nummer twee.

3 Geëindigd als nummer drie.

  4   / 
4 Geëindigd als nummer vier.

  Gepromoveerd naar hogere divisie.

 * Gepromoveerd naar hogere divisie na wijzigingen.

  In dezelfde divisie gebleven.

† In dezelfde divisie gebleven na degradatie na wijzigingen.

  Gedegradeerd naar lagere divisie.

   Gastland van de finaleronde.
|  |  |

| Team                  | 2018/19 | 2018/19 | 2018/19  | 2020/21 | 2020/21 | 2020/21  | 2022/23 | 2022/23 | 2022/23  | 2024/25 | 2024/25 | 2024/25 |
| Team                  | Di      | Ei      | P/D      | Di      | Ei      | P/D      | Di      | Ei      | P/D      | Di      | Ei      | P/D     |
| --------------------- | ------- | ------- | -------- | ------- | ------- | -------- | ------- | ------- | -------- | ------- | ------- | ------- |
| Albanië               | C       | 34      | Stabiel  | C       | 35      | Gestegen | B       | 28      | Stabiel  | B       |         |         |
| Andorra               | D       | 53      | Stabiel  | D       | 55      | Stabiel  | D       | 53      | Stabiel  | D       |         |         |
| Armenië               | D       | 45      | *        | C       | 36      | Gestegen | B       | 31      | Gedaald  | C       |         |         |
| Azerbeidzjan          | D       | 46      | *        | C       | 43      | Stabiel  | C       | 38      | Stabiel  | C       |         |         |
| België                | A       | 5       | Stabiel  | A       | 4       | Stabiel  | A       | 7       | Stabiel  | A       |         |         |
| Bosnië en Herzegovina | B       | 13      | Gestegen | A       | 15      | Gedaald  | B       | 18      | Gestegen | A       |         |         |
| Bulgarije             | C       | 29      | *        | B       | 31      | Gedaald  | C       | 40      | Stabiel  | C       |         |         |
| Cyprus                | C       | 36      | †        | C       | 46      | Stabiel  | C       | 45      |          |         |         |         |
| Denemarken            | B       | 15      | Gestegen | A       | 7       | Stabiel  | A       | 5       | Stabiel  | A       |         |         |
| Duitsland             | A       | 11      | †        | A       | 8       | Stabiel  | A       | 10      | Stabiel  | A       |         |         |
| Engeland              | A       | 3       | Stabiel  | A       | 9       | Stabiel  | A       | 15      | Gedaald  | B       |         |         |
| Estland               | C       | 37      | †        | C       | 47      | Gedaald  | D       | 49      | Gestegen | C       |         |         |
| Faeröer               | D       | 50      | Stabiel  | D       | 50      | Gestegen | C       | 41      | Stabiel  | C       |         |         |
| Finland               | C       | 28      | Gestegen | B       | 21      | Stabiel  | B       | 21      | Stabiel  | B       |         |         |
| Frankrijk             | A       | 6       | Stabiel  | A       | 1       | Stabiel  | A       | 12      | Stabiel  | A       |         |         |
| Georgië               | D       | 40      | Gestegen | C       | 42      | Stabiel  | C       | 33      | Gestegen | B       |         |         |
| Gibraltar             | D       | 49      | Stabiel  | D       | 49      | Gestegen | C       | 48      |          |         |         |         |
| Griekenland           | C       | 33      | Stabiel  | C       | 37      | Stabiel  | C       | 34      | Gestegen | B       |         |         |
| Hongarije             | C       | 31      | *        | B       | 20      | Gestegen | A       | 8       | Stabiel  | A       |         |         |
| Ierland               | B       | 23      | †        | B       | 28      | Stabiel  | B       | 26      | Stabiel  | B       |         |         |
| IJsland               | A       | 12      | †        | A       | 16      | Gedaald  | B       | 23      | Stabiel  | B       |         |         |
| Israël                | C       | 30      | *        | B       | 25      | Stabiel  | B       | 17      | Gestegen | A       |         |         |
| Italië                | A       | 8       | Stabiel  | A       | 3       | Stabiel  | A       | 3       | Stabiel  | A       |         |         |
| Kazachstan            | D       | 47      | *        | C       | 45      | Stabiel  | C       | 36      | Gestegen | B       |         |         |
| Kosovo                | D       | 42      | Gestegen | C       | 44      | Stabiel  | C       | 39      | Stabiel  | C       |         |         |
| Kroatië               | A       | 9       | †        | A       | 12      | Stabiel  | A       | 2       | Stabiel  | A       |         |         |
| Letland               | D       | 51      | Stabiel  | D       | 53      | Stabiel  | D       | 50      | Gestegen | C       |         |         |
| Liechtenstein         | D       | 52      | Stabiel  | D       | 51      | Stabiel  | D       | 55      | Stabiel  | D       |         |         |
| Litouwen              | C       | 39      | †        | C       | 41      | Stabiel  | C       | 47      |          |         |         |         |
| Luxemburg             | D       | 44      | *        | C       | 39      | Stabiel  | C       | 37      | Stabiel  | C       |         |         |
| Malta                 | D       | 54      | Stabiel  | D       | 52      | Stabiel  | D       | 52      | Stabiel  | D       |         |         |
| Moldavië              | D       | 48      | *        | C       | 48      | Gedaald  | D       | 51      | Stabiel  | D       |         |         |
| Montenegro            | C       | 35      | Stabiel  | C       | 34      | Gestegen | B       | 27      | Stabiel  | B       |         |         |
| Nederland             | A       | 2       | Stabiel  | A       | 6       | Stabiel  | A       | 4       | Stabiel  | A       |         |         |
| Noord-Ierland         | B       | 24      | †        | B       | 32      | Gedaald  | C       | 44      | Stabiel  | C       |         |         |
| Noord-Macedonië       | D       | 41      | Gestegen | C       | 40      | Stabiel  | C       | 42      | Stabiel  | C       |         |         |
| Noorwegen             | C       | 26      | Gestegen | B       | 22      | Stabiel  | B       | 24      | Stabiel  | B       |         |         |
| Oekraïne              | B       | 14      | Gestegen | A       | 13      | Gedaald  | B       | 22      | Stabiel  | B       |         |         |
| Oostenrijk            | B       | 18      | Stabiel  | B       | 18      | Gestegen | A       | 13      | Gedaald  | B       |         |         |
| Polen                 | A       | 10      | †        | A       | 10      | Stabiel  | A       | 11      | Stabiel  | A       |         |         |
| Portugal              | A       | 1       | Stabiel  | A       | 5       | Stabiel  | A       | 6       | Stabiel  | A       | 1       | Stabiel |
| Roemenië              | C       | 32      | *        | B       | 26      | Stabiel  | B       | 29      | Gedaald  | C       |         |         |
| Rusland               | B       | 17      | Stabiel  | B       | 24      | Stabiel  | B       | 32      | Gedaald  | C       |         |         |
| San Marino            | D       | 55      | Stabiel  | D       | 54      | Stabiel  | D       | 54      | Stabiel  | D       |         |         |
| Schotland             | C       | 28      | Gestegen | B       | 23      | Stabiel  | B       | 20      | Gestegen | A       |         |         |
| Servië                | C       | 27      | Gestegen | B       | 27      | Stabiel  | B       | 19      | Gestegen | A       |         |         |
| Slovenië              | C       | 38      | †        | C       | 33      | Gestegen | B       | 25      | Stabiel  | B       |         |         |
| Slowakije             | B       | 21      | †        | B       | 30      | Gedaald  | C       | 43      | Stabiel  | C       |         |         |
| Spanje                | A       | 7       | Stabiel  | A       | 2       | Stabiel  | A       | 1       | Stabiel  | A       | 2       | Stabiel |
| Tsjechië              | B       | 20      | Stabiel  | B       | 19      | Gestegen | A       | 14      | Gedaald  | B       |         |         |
| Turkije               | B       | 22      | †        | B       | 29      | Gedaald  | C       | 35      | Gestegen | B       |         |         |
| Wales                 | B       | 19      | Stabiel  | B       | 17      | Gestegen | A       | 16      | Gedaald  | B       |         |         |
| Wit-Rusland           | D       | 43      | Gestegen | C       | 38      | Stabiel  | C       | 46      |          |         |         |         |
| Zweden                | B       | 16      | Gestegen | A       | 14      | Gedaald  | B       | 30      | Gedaald  | C       |         |         |
| Zwitserland           | A       | 4       | Stabiel  | A       | 11      | Stabiel  | A       | 9       | Stabiel  | A       |         |         |

Bijgewerkt tot wedstrijd(en) gespeeld op 27 september 2022. Bron: UEFA